# Gyöngyöspata
Gyöngyöspata [děnděšpata] je město v Maďarsku v župě Heves, spadající pod okres Gyöngyös. Od župního města Egeru se nachází asi 54 km jihozápadně. V roce 2015 zde žilo 2 476 obyvatel. Podle údajů z roku 2011 zde bylo 91,2 % obyvatel maďarské, 12,3 % romské, 0,7 % německé a 0,6 % rumunské národnosti.
Nejbližšími městy jsou Gyöngyös, Lőrinci a Pásztó. Blízko jsou též obce Gyöngyöstarján, Szűcsi a Szurdokpüspöki.